# Ricardo Guasch
Ricardo Guasch de la Heras (10 de noviembre de 1933-22 de septiembre de 2010) fue un jinete mexicano que compitió en la modalidad de salto ecuestre. Ganó una medalla de bronce en los Juegos Panamericanos de 1979, en la prueba por equipos.

## Palmarés internacional
| Juegos Panamericanos | Juegos Panamericanos   | Juegos Panamericanos | Juegos Panamericanos |
| Año                  | Lugar                  | Medalla              | Categoría            |
| -------------------- | ---------------------- | -------------------- | -------------------- |
| 1979                 | San Juan (Puerto Rico) | Medalla de bronce    | Por equipos          |